# Mșaneț, Starîi Sambir
Mșaneț (în ucraineană Мшанець) este localitatea de reședință a comunei Mșaneț din raionul Starîi Sambir, regiunea Liov, Ucraina.

## Demografie
Componența lingvistică a localității Mșaneț
     Ucraineană (99,75%)
Conform recensământului din 2001, majoritatea populației localității Mșaneț era vorbitoare de ucraineană (99,75%), existând în minoritate și vorbitori de alte limbi.